# Debra Sapenter
Debra Sapenter (eigentlich Deborah Elaine Sapenter, verheiratete Speight; * 22. Februar 1952 in Prairie View, Texas) ist eine ehemalige US-amerikanische Sprinterin.
Bei den Panamerikanischen Spielen 1975 in Mexiko-Stadt gewann sie jeweils Silber über 400 m und in der 4-mal-400-Meter-Staffel.
1976 wurde sie über dieselbe Distanz bei den Olympischen Spielen in Montreal Achte in 51,66 s, nachdem sie im Viertelfinale mit 51,23 s einen US-Rekord aufgestellt hatte. In der 4-mal-400-Meter-Staffel errang sie mit der US-Mannschaft in der Besetzung Sapenter, Sheila Ingram, Pamela Jiles und Rosalyn Bryant die Silbermedaille in 3:22,81 min hinter der DDR-Stafette, die mit 3:19,23 min einen Weltrekord aufstellte.
1974 und 1975 wurde sie US-Meisterin über 440 Yards bzw. 400 m.